# فابیو سیمپلیسیو
فابیو سیمپلیسیو (به پرتغالی: Fábio Henrique Simplício) هافبک اهل برزیل است که در شهر سائوپائولو و در تاریخ ۲۳ سپتامبر ۱۹۷۹ به دنیا آمده است.
فابیو سیمپلیسیو در تیم‌های فوتبال سائوپائولو ،پارما، پالرمو، آ.اس. رم، سرزو اوساکا سابقهٔ حضور دارد. این بازیکن همچنین در سال، ۲۰۰۹ ۱ بار برای، تیم ملی فوتبال برزیل به میدان رفته است